# Liste der Bodendenkmäler in Rödental
Auf dieser Seite sind die Bodendenkmäler in der oberfränkischen Stadt Rödental zusammengestellt. Diese Tabelle ist eine Teilliste der Liste der Bodendenkmäler in Bayern. Grundlage ist die Bayerische Denkmalliste, die auf Basis des Bayerischen Denkmalschutzgesetzes vom 1. Oktober 1973 erstmals erstellt wurde und seither durch das Bayerische Landesamt für Denkmalpflege geführt wird. Die folgenden Angaben ersetzen nicht die rechtsverbindliche Auskunft der Denkmalschutzbehörde.

## Bodendenkmäler der Gemeinde Rödental

### Bodendenkmäler in der Gemarkung Einberg
| Lage               | Objekt | Akten-Nr.     | Bild |
| ------------------ | --- | ------------- | ---- |
| Einberg (Standort) | Freilandstation des Mesolithikums und Siedlung der Hallstattzeit.                                                                              | D-4-5732-0002 |      |
| Einberg (Standort) | Vorgängerbau sowie Befunde des Mittelalters und der frühen Neuzeit im Bereich der Evangelisch-Lutherischen Pfarrkirche St. Marien von Einberg. | D-4-5732-0089 |      |
| Einberg (Standort) | Befunde des Mittelalters und der frühen Neuzeit im Bereich des abgegangenen Oberen Schlosses von Einberg.                                      | D-4-5732-0090 |      |

### Bodendenkmäler in der Gemarkung Fornbach
| Lage                | Objekt                                                                            | Akten-Nr.     | Bild |
| ------------------- | --------------------------------------------------------------------------------- | ------------- | ---- |
| Fornbach (Standort) | Bestattungsplatz mit teils verebneten Grabhügeln vorgeschichtlicher Zeitstellung. | D-4-5631-0039 |      |
| Fornbach (Standort) | Freilandstation des Mesolithikums.                                                | D-4-5632-0001 |      |

### Bodendenkmäler in der Gemarkung Kipfendorf
| Lage                  | Objekt                                  | Akten-Nr.     | Bild |
| --------------------- | --------------------------------------- | ------------- | ---- |
| Kipfendorf (Standort) | Handwerksplatz des späten Mittelalters. | D-4-5732-0093 |      |

### Bodendenkmäler in der Gemarkung Lauterburg
| Lage                  | Objekt                                                                          | Akten-Nr.     | Bild |
| --------------------- | ------------------------------------------------------------------------------- | ------------- | ---- |
| Lauterburg (Standort) | Untertägige Teile der Burg Lauterburg des hohen Mittelalters, ersterwähnt 1156. | D-4-5632-0002 |      |

### Bodendenkmäler in der Gemarkung Mittelberg
| Lage                  | Objekt                             | Akten-Nr.     | Bild |
| --------------------- | ---------------------------------- | ------------- | ---- |
| Mittelberg (Standort) | Freilandstation des Mesolithikums. | D-4-5632-0003 |      |

### Bodendenkmäler in der Gemarkung Mönchröden
| Lage                  | Objekt | Akten-Nr.     | Bild |
| --------------------- | --- | ------------- | ---- |
| Mönchröden (Standort) | Vorgängerbauten sowie Befunde des Mittelalters und der frühen Neuzeit im Bereich der Evangelisch-Lutherischen Pfarrkirche von Mönchröden. | D-4-5632-0037 |      |
| Mönchröden (Standort) | Befunde des Mittelalters und der frühen Neuzeit im Bereich des ehemaligen Klosters von Mönchröden.                                        | D-4-5632-0038 |      |
| Mönchröden (Standort) | Siedlung der Hallstattzeit und des späten Mittelalters.                                                                                   | D-4-5732-0094 |      |

### Bodendenkmäler in der Gemarkung Oberwohlsbach
| Lage                     | Objekt                             | Akten-Nr.     | Bild |
| ------------------------ | ---------------------------------- | ------------- | ---- |
| Oberwohlsbach (Standort) | Freilandstation des Mesolithikums. | D-4-5632-0004 |      |

### Bodendenkmäler in der Gemarkung Oeslau
| Lage              | Objekt | Akten-Nr.     | Bild |
| ----------------- | --- | ------------- | ---- |
| Oeslau (Standort) | Vorgängerbau sowie Befunde des Mittelalters und der frühen Neuzeit im Bereich der Evangelisch-Lutherischen Pfarrkirche St. Johannis von Oeslau. | D-4-5732-0095 |      |
| Oeslau (Standort) | Abgegangene Wasserburg sowie Befunde des Mittelalters und der frühen Neuzeit im Bereich des ehemaligen Ritterguts von Oeslau.                   | D-4-5732-0096 |      |

### Bodendenkmäler in der Gemarkung Schönstädt
| Lage                  | Objekt | Akten-Nr.     | Bild |
| --------------------- | --- | ------------- | ---- |
| Schönstädt (Standort) | Abgegangene mittelalterliche Wasserburg sowie Befunde des Mittelalters und der frühen Neuzeit im Bereich des ehemaligen Schlosses von Schönstädt. | D-4-5632-0041 |      |

### Bodendenkmäler in der Gemarkung Unterwohlsbach
| Lage                      | Objekt | Akten-Nr.     | Bild |
| ------------------------- | --- | ------------- | ---- |
| Unterwohlsbach (Standort) | Siedlung vermutlich der Bronzezeit. | D-4-5632-0005 |      |
| Unterwohlsbach (Standort) | Siedlung des Neolithikums. | D-4-5632-0006 |      |
| Unterwohlsbach (Standort) | Archäologische Befunde des Mittelalters und der frühen Neuzeit, darunter solche der mittelalterlichen Vorgängerburg, im Bereich von Schloss Rosenau. | D-4-5732-0100 |      |

### Bodendenkmäler in der Gemarkung Waldsachsen
| Lage                   | Objekt                                                                                                 | Akten-Nr.     | Bild |
| ---------------------- | --- | ------------- | ---- |
| Waldsachsen (Standort) | Befunde des Mittelalters und der frühen Neuzeit im Bereich des abgegangenen Schlosses von Waldsachsen. | D-4-5732-0048 |      |

### Bodendenkmäler in der Gemarkung Weißenbrunn vorm Wald
| Lage                             | Objekt | Akten-Nr.     | Bild |
| -------------------------------- | --- | ------------- | ---- |
| Weißenbrunn vorm Wald (Standort) | Vorgängerbauten sowie Befunde des Mittelalters und der frühen Neuzeit im Bereich des Evangelisch-Lutherischen Pfarrkirche von Weißenbrunn vorm Wald. | D-4-5632-0043 |      |
| Weißenbrunn vorm Wald (Standort) | Vorgängerbau sowie Befunde des Mittelalters und der frühen Neuzeit im Bereich des ehemaligen sog. Neuen Schlosses von Weißenbrunn vorm Wald.         | D-4-5632-0044 |      |